# Jay Chou-diszkográfia
Jay Chou tajvani mandopop-előadónak tizenöt stúdióalbuma és hat koncertalbuma jelent meg. Albumai 2013-ig összesen 24 millió példányban keltek el és több mint 350 zenei díjat kapott, énekesként, dalszerzőként és producerként. 2022-ben Greatest Works of Art című nagylemeze a világ legtöbbet eladott albuma volt, 7,2 millió példánnyal.

## Stúdióalbumok
| Kiadás dátuma       | Album címe | Eladás (Ázsia)                             |
| ------------------- | --- | ------------------------------------------ |
| 2000. november 7.   | Csou Csie-lun tung ming csuan csi 周杰倫同名專輯 (Jay)                                                                                    | 500 000                                    |
| 2001. szeptember 1. | Fan tö hszi 范特西 (Fantázia [Fantasy])                                                                                                   | 1,7 millió                                 |
| 2002. július 19.    | The Eight Dimensions 八度空間 (Pa tu kung csien, A nyolc dimenzió)                                                                        | 2,2 millió                                 |
| 2003. július 31.    | Je Huj-mej 葉惠美 | 3 millió                                   |
| 2004. február 3.    | Csi li hsziang 七里香 (Narancsjázmin [Common Jasmine Orange])                                                                             | 3-4 millió                                 |
| 2005. november 1.   | November's Chopin 十一月的蕭邦 (Si ji jüe tö Hsziao Pang, Novemberi Chopin)                                                               | 3 millió                                   |
| 2006. szeptember 5. | Still Fantasy 依然范特西 (Ji zsan fan tö hszi, Még mindig fantázia)                                                                       | 3 millió felett (3,6 millió)               |
| 2007. november 2.   | On the Run 我很忙 (Vo hen mang, Menekülőben)                                                                                              | 2,2 millió                                 |
| 2008. október 14.   | Mo csie co 魔杰座 (Bak [Capricorn]) | 1 millió az első héten összesen 2,5 millió |
| 2010. május 18.     | Kua si taj 跨時代 (A korszak [The Era])                                                                                                   | 2 millió felett                            |
| 2011. november 11.  | Csing tan hao 驚嘆號 (Felkiáltójel [Exclamation Mark])                                                                                    | 60 000 (megjelenés hetében)                |
| 2012. december 28.  | Opus 12 (十二新作, Si er hszin cuo (Shí èr xīn zuò), Tizenkét új mű)                                                                      | 200 000 (megjelenés hetében)               |
| 2014. december 26.  | Aj-ju pu cu o 哎呦，不錯哦 (Hé, nem rossz! [Aiyou, not bad])                                                                              | 150 000 (Kína)                             |
| 2016. június 24.    | Jay Chou’s Bedtime Stories (周杰倫的床邊故事, Csou Csie-lun tö csuang pien kusi (Zhōu Jié-lún de chuáng biān gùshì), Jay Chou esti meséi) | 1 millió                                   |
| 2022. július 15.    | Greatest Works of Art (最偉大的作品), Cuj vejta tö cuopin (Zuì Wěidà de Zuòpǐn), Legnagyobb műalkotások)                                  | 7,2 millió                                 |

## Koncertalbumok
| Kiadás dátuma     | Album címe                                                                         |
| ----------------- | ---------------------------------------------------------------------------------- |
| 2002. október 28. | The One Live CD (The Eight Dimensions MV VCD albummal kiegészítve)                 |
| 2005. január 21.  | 2004 Incomparable 無與倫比演唱會 2004 (Csi li hsziang MV VCD albummal kiegészítve) |
| 2008. január 30.  | Jay 2007 The World Tours Live Performance CD+DVD                                   |
| 2011. január 31.  | The Era 2010 World Tour 2 CD+ DVD                                                  |
| 2016. május 10.   | Opus Jay World Tour                                                                |
| 2019. november 1. | The Invincible Concert Tour (地表最強世界巡迴演唱會)                               |

## Válogatásalbumok
| Kiadás dátuma       | Album címe                                           |
| ------------------- | ---------------------------------------------------- |
| 2002. április 25.   | Partners Music by Jay Chou and lyricist Vincent Fang |
| 2005. augusztus 31. | Initial J: Jay Chou's Greatest Hits                  |
| 2009. január 20.    | Dragon Rider                                         |
| 2012. július 17.    | J moment                                             |

## Filmzenei albumok
| Kiadás dátuma       | Album címe |
| ------------------- | --- |
| 2007. augusztus 14. | Secret 不能說的秘密 (Pu neng suo tö mi mi (Bù néng shuō de mì mì)                                             |
| 2013. július 12.    | The Rooftop Original Soundtrack 天台 電影原聲帶 (Tientaj tienjing jüansengtaj (Tiāntái diànyǐng yuánshēngdài) |

## Középlemezek
- Fan tö hszi (Fàn tè xī) 范特西 Plus EP (Fantasy) (2001. december 21.)
- Hszün csao Csou Csie-lun (Xún zhǎo Zhōu Jié-lún) 尋找周杰倫 EP (Hidden Track) (2003. november 11.)
- Huo Jüan-csia (Huo Yuan Jia) 霍元甲 Fearless (filmzene, Félelem nélkül) (2006. január 27.)
- Huang csin csia (Huáng Jīn Jiǎ) 黃金甲 (filmzene, Aranyvirág átka) (2006. december 11.)

## Egyéb
- Suang csie kun (Shuang Jie Kun) 雙截棍 (Nun-chucks) – kislemez (2002. április 9.)
- Ta tou tie (Dà tóu tiē) 大頭貼 (Neoprint) – kislemez
- JIII MP3 Player – MP3-lejátszó, melyen az Initial D című film dalai szerepeltek, három régi demófelvétellel és egy személyes üzenettel az énekestől (2005. június 26.)
- Csien san van suj (Qian Shan Wan Shui) 千山萬水 – A 2008. évi nyári olimpiai játékok megnyitójára készült dal (2008 május)
- Teng ni hsziako (Děng nǐ xiàkè) 等你下课 – kislemez (2018. január 18.)
- Pu aj vo csiu latao (Bù ài wǒ jiù lādǎo) 不愛我就拉倒 – kislemez (2018. május 15.)
- Suo hao pu ku (Shuō hǎo bù kū) 說好不哭 (Won't Cry) – kislemez (2019. szeptember 16.)
- Vo si zsuce hszianghszin (Wǒ shì rúcǐ xiāngxìn) 我是如此相信 (I Truly Believe) – kislemez (2019. december 15.)
- Mojito – kislemez (2020. június 12.)